# Les Désignés
Les Désignés est un épisode de la série télévisée Stargate SG-1. C'est le neuvième épisode de la saison 1.

## Scénario
SG-1 arrive sur la planète Argos. Ses habitants possèdent la culture des Grecs anciens et vénèrent Pélops, leur créateur. Ce peuple a la particularité de s'endormir instantanément la nuit tombée et de profiter de leur vie sans jamais travailler, celle-ci ne durant pas plus de 100 jours.
Jack, après avoir eu des relations intimes avec une des habitantes, acquiert les mêmes particularités, à la différence qu'il vieillit de 10 ans par jour. Le reste de l'équipe retourne sur Terre pour trouver un remède.
À la suite de plusieurs tests, ils découvrent que les habitants d'Argos possèdent des nanomachines dans leurs cellules, provoquant l'accélération de la croissance et du vieillissement.
Pendant ce temps, Jack réussit à les convaincre que Pélops est un meurtrier et non un dieu. Après que les Argossiens aient détruit la statue de Pélops, le colonel et son amie décident d'aller explorer l'extérieur du village, sans s'endormir. Lorsqu'ils reviennent au village, ils trouvent les habitants encore endormis.
Il se trouve que la statue du Dieu renfermait une machine provoquant le sommeil chez les personnes affectées proches de la statue, et que sa destruction a provoqué un dysfonctionnement dans la machine, empêchant le processus de réveil.
Les autres membres de SG-1 reviennent sur Argos, copient le signal de la machine afin de réveiller les habitants, puis leur donnent le remède, à eux et à Jack.
Finalement, le colonel retrouve son âge réel et l'équipe rentre sur Terre.

## Distribution
- Richard Dean Anderson : Jack O'Neill
- Amanda Tapping : Samantha Carter
- Christopher Judge : Teal'c
- Michael Shanks : Daniel Jackson
- Don S. Davis : George Hammond
- Teryl Rothery : Janet Fraiser
- Gary Jones : Walter Davis (crédité mais n'apparait pas)
- Bobbie Phillips : Kynthia
- Harrison Coe : Alekos
- Gabrielle Miller : Thetys